# 巴尔古尔
巴尔古尔（Bargur），是印度泰米尔纳德邦Dharmapuri县的一个城镇。总人口12577（2001年）。

## 人口
该地2001年总人口12577人，其中男性6336人，女性6241人；0—6岁人口1428人，其中男771人，女657人；识字率65.46%，其中男性为71.35%，女性为59.48%。